# Tricentrum atriceps
Tricentrum atriceps är en stekelart som beskrevs av Henry Keith Townes, Jr. 1970. Tricentrum atriceps ingår i släktet Tricentrum och familjen brokparasitsteklar. Inga underarter finns listade i Catalogue of Life.